# فرانك إس. سكوت
فرانك إس. سكوت (بالإنجليزية: Frank S. Scott)‏ هو ميكانيكي أمريكي، ولد في 2 ديسمبر 1883 في برادوك ‏ في الولايات المتحدة، وتوفي في 28 سبتمبر 1912 في كوليج بارك في الولايات المتحدة.